# Paul Monsky

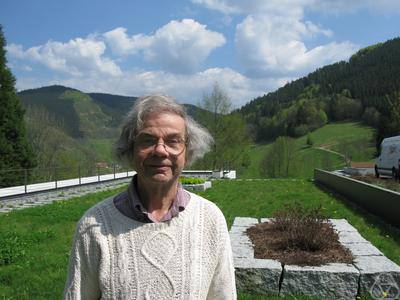
Paul Monsky

Paul Monsky (* 17. Juni 1936) ist ein US-amerikanischer Mathematiker, der sich mit Zahlentheorie, algebraischer Geometrie und kommutativer Algebra beschäftigt.
Monsky studierte mit einem Stipendium der National Science Foundation am Swarthmore College und an der University of Chicago, wo er 1962 bei Walter Baily promoviert wurde (The automorphism groups of algebraic curves). Er war seit Anfang der 1970er-Jahre Professor an der Brandeis University, wo er inzwischen Professor emeritus ist.
Er führte 1968 mit Gerard Washnitzer die Monsky-Washnitzer-Kohomologie ein, eine p-adische Kohomologietheorie für affine nicht-singuläre Varietäten über Körpern positiver Charakteristik.
2007 zeigte er mit Holger Brenner, dass tight closure (straffer Abschluss, ein 1986 von Melvin Hochster und Craig Huneke eingeführtes Konzept der kommutativen Algebra) ab Dimension 3 nicht mit Lokalisierung kommutiert, das heißt nicht mit ihr verträglich ist. Sie beantworteten damit ein Problem von Hochster (tight closure ist verschieden vom plus closure).
Monsky beschäftigte sich auch mit verschiedenen Problemen der elementaren Geometrie. Von Monsky stammt der bisher einzig bekannte Beweis, dass Quadrate nicht in eine ungerade Anzahl flächengleicher Dreiecke zerlegbar sind. Er erweiterte dies auf den Beweis der Vermutung von Sherman für die Zerlegung zentralsymmetrischer Polygone in der euklidischen Ebene in eine ungerade Anzahl flächengleicher Dreiecke.
1970 war er Invited Speaker auf dem Internationalen Mathematikerkongress in Nizza (One dimensional formal cohomology).